# Aywaille
Aywaille (in vallone Aiwêye) è un comune belga di 11 094 abitanti, situato nella provincia vallona di Liegi.